# Grupa aminowa
Grupa aminowa, −NH
2,−NHR, −NR1
R2

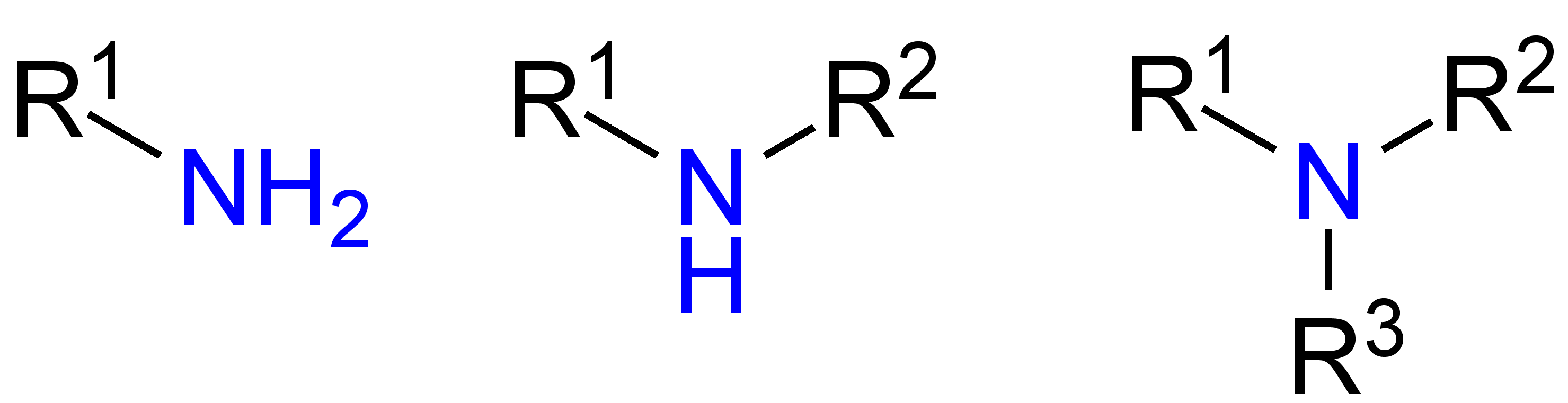
Pierwszo-, drugo- i trzeciorzędowa grupa aminowa

 – organiczna grupa funkcyjna charakterystyczna dla amin. Występuje w wielu związkach organicznych, np. w aminokwasach. Ma właściwości zasadowe, gdyż atom azotu jest zasadą Lewisa (ma wolną parę elektronową). W roztworach wodnych ulega jonizacji według równania:
R−NH
2 + H
2O ⇌ R−NH+
3 + OH−

W reakcji z grupą karboksylową tworzy wiązanie amidowe występujące w białkach jako wiązanie peptydowe.